# Io posso
Io posso è un singolo del rapper italiano Rocco Hunt, il primo estratto dal primo album in studio Poeta urbano e pubblicato il 14 giugno 2013.

## Video musicale
Il videoclip è stato diretto da Mauro Russo e reso disponibile per la visione il 12 giugno 2013 attraverso il canale YouTube del rapper.

## Tracce
1. Io posso – 3:13